# Rathaus Großhadern

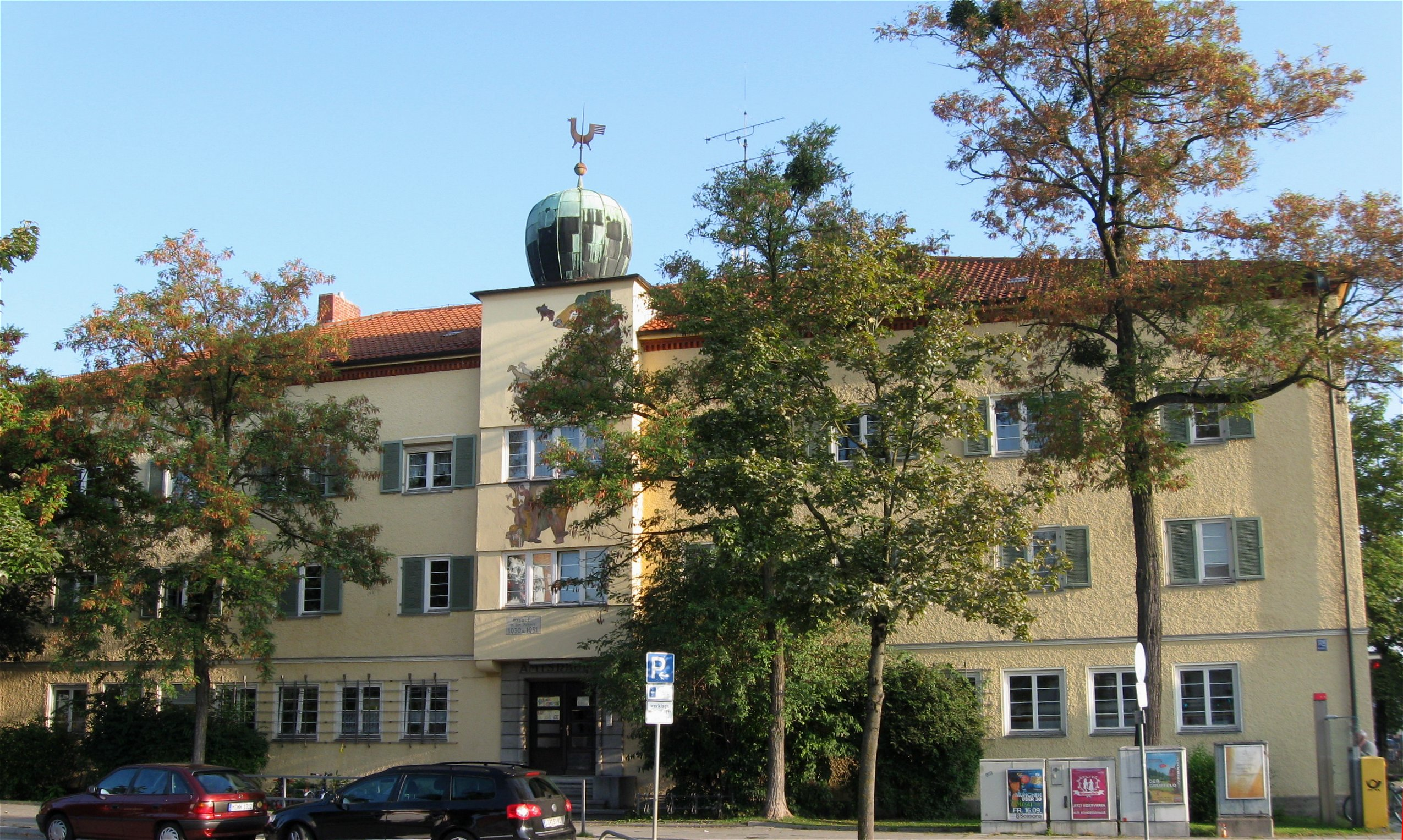
Rathaus Großhadern, Längsseite an der Würmtalstraße

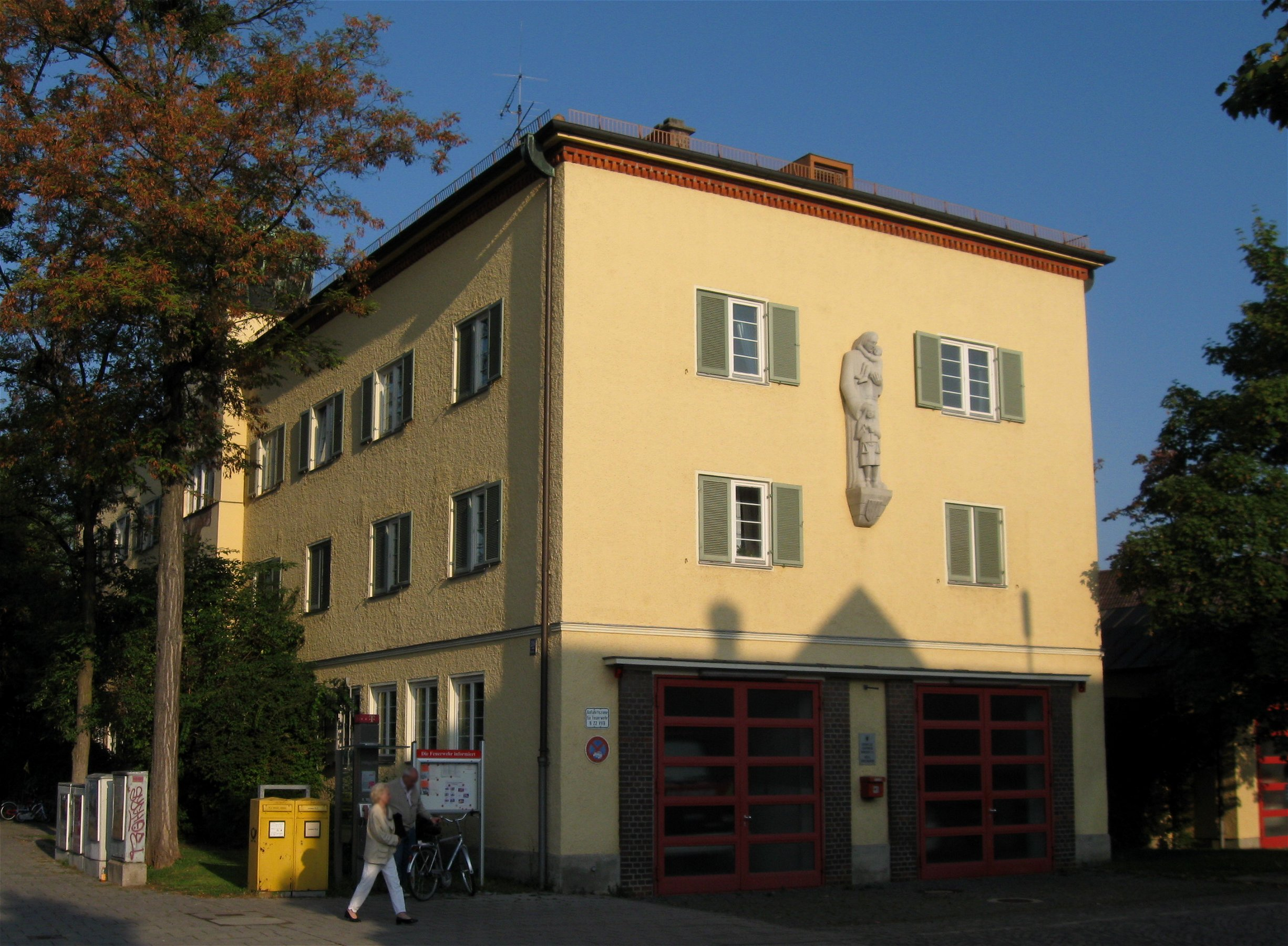
Rathaus Großhadern, Schmalseite an der Großhaderner Straße

Das Rathaus Großhadern in München ist das ehemalige Rathaus der Gemeinde Großhadern, die 1938 nach München eingemeindet wurde. Das Gebäude ist als Baudenkmal in die Bayerische Denkmalliste eingetragen.

## Beschreibung
Das Rathaus liegt in Großhadern im Münchner Stadtbezirk 20 Hadern in der Würmtalstraße 126 in der Nordwestecke der Kreuzung Würmtalstraße / Großhaderner Straße. Es wurde 1930–31 nach Plänen von Ludwig Zwingmann errichtet, der in diesem Bauwerk Sachlichkeit und traditionelles Bauen miteinander zu verbinden suchte. Das Bauwerk diente von Anfang an einem doppelten Zweck: Die Gemeindekanzlei Großhaderns belegte nur das Erdgeschoss, in den Obergeschossen befanden sich dagegen Wohnungen.
Das dreigeschossige Gebäude über rechteckigem Grundriss ist etwa 35 m lang und etwa 12 m breit und trägt ein Walmdach. Die Fassade lässt eher auf einen Wohnblock schließen als auf ein Rathaus. Der offizielle Charakter des Gebäudes wird durch einen Turmerker, der einen kugelförmigen Turmhelm mit Wetterhahn trägt, in der Mittelachse an der Würmtalstraße betont. Das Erdgeschoss der Schmalseite an der Großhaderner Straße ist geprägt durch die beiden großen Tore der Abteilung Großhadern der Freiwilligen Feuerwehr München. Zwischen den zwei Fensterachsen der Obergeschosse ist geschossübergreifend eine Steinfigur angebracht.